# 埃斯潘格拉本河 (凱斯特萊恩斯米爾巴赫河支流)
48°58′01″N 10°56′03″E / 48.96681°N 10.93407°E
埃斯潘格拉本河是德國的河流，位於該國東南部，由巴伐利亞負責管轄，屬於凱斯特萊恩斯米爾巴赫河的右支流，河道全長1.4公里。